# Hassan Saeed Ahmed
Hassan Saeed Ahmed (Emiratos Árabes Unidos, 15 de noviembre de 1973) es un exfutbolista de los Emiratos Árabes Unidos que jugaba en la posición de centrocampista.

## Carrera

### Club
| Periodo   | Club                |
| --------- | ------------------- |
| 1995-2000 | Al-Ittihad Kalba SC |
| 2001-2009 | Sharjah FC          |

### Selección nacional
Jugó para Emiratos Árabes Unidos en 46 ocasiones de 1992 a 1999 y anotó nueve goles; participó en la Copa FIFA Confederaciones 1997, en los Juegos Asiáticos de 1998 y en dos ediciones de la Copa Asiática.

## Logros
- División 1 de EAU (2): 1995–96, 1998–99
- Copa Presidente de Emiratos Árabes Unidos (1): 2002-03